# Idriella variabilis
Idriella variabilis är en svampart som beskrevs av Matsush. 1971. Idriella variabilis ingår i släktet Idriella och familjen Helotiaceae.   Inga underarter finns listade i Catalogue of Life.